# Chūnagon
Chūnagon (中納言?), a veces traducido como Consejero, fue una posición en el Daijō-kan, un antiguo gobierno feudal japonés. Su autoridad y responsabilidad se encuentran entre el dainagon (Gran Consejero) y el shōnagon (Consejero Menor).
Esta posición fue establecida junto con el Daijō-kan en 702, por el Código Taihō. Durante la historia, el número de chūnagon variaba, desde tres en 705 hasta cuatro en 756, ocho en 1015 y posteriormente a diez.